# Dumjat al-Dżadida
Dumjat al-Dżadida (arab. دمياط الجديدة) – miasto w Egipcie, w muhafazie Damietta. W 2006 roku liczyło 27 028 mieszkańców.